# Summit (Dakota del Sud)
Summit és una població dels Estats Units a l'estat de Dakota del Sud. Segons el cens del 2000 tenia 281 habitants.

## Demografia
Segons el cens del 2000, Summit tenia 281 habitants, 119 habitatges, i 74 famílies. La densitat de població era de 285,5 habitants per km².
Dels 119 habitatges en un 31,1% hi vivien nens de menys de 18 anys, en un 44,5% hi vivien parelles casades, en un 13,4% dones solteres, i en un 37% no eren unitats familiars. En el 31,9% dels habitatges hi vivien persones soles el 16,8% de les quals corresponia a persones de 65 anys o més que vivien soles. El nombre mitjà de persones vivint en cada habitatge era de 2,36 i el nombre mitjà de persones que vivien en cada família era de 3,01.
Per edats la població es repartia de la següent manera: un 30,6% tenia menys de 18 anys, un 6,8% entre 18 i 24, un 24,6% entre 25 i 44, un 18,5% de 45 a 60 i un 19,6% 65 anys o més.
L'edat mediana era de 36 anys. Per cada 100 dones de 18 o més anys hi havia 91,2 homes.
La renda mediana per habitatge era de 18.875 $ i la renda mediana per família de 23.125 $. Els homes tenien una renda mediana de 28.750 $ mentre que les dones 17.750 $. La renda per capita de la població era de 9.339 $. Entorn del 28,2% de les famílies i el 34,9% de la població estaven per davall del llindar de pobresa.

## Poblacions més properes
El següent diagrama mostra les poblacions més properes.